# Эротофобия
Эротофобия (от др.-греч. ἔρως — половая любовь и φόβος — страх) — навязчивый страх, боязнь полового акта. 
Встречается у мужчин в форме психогенной импотенции, но чаще — у женщин, и сопутствует таким расстройствам, как аноргазмия и вагинизм.
Эротофобия включает в себя не только боязнь перед половым актом, но и также боязнь сексуальных сцен и обсуждения сексуальных тем. Вследствие этого возникает отвращение и неприязнь к занятиям сексом.

## В искусстве
- Харлан Эллисон, «Эротофобия». «Penthouse», август 1971.[3]